# Fotosystém I

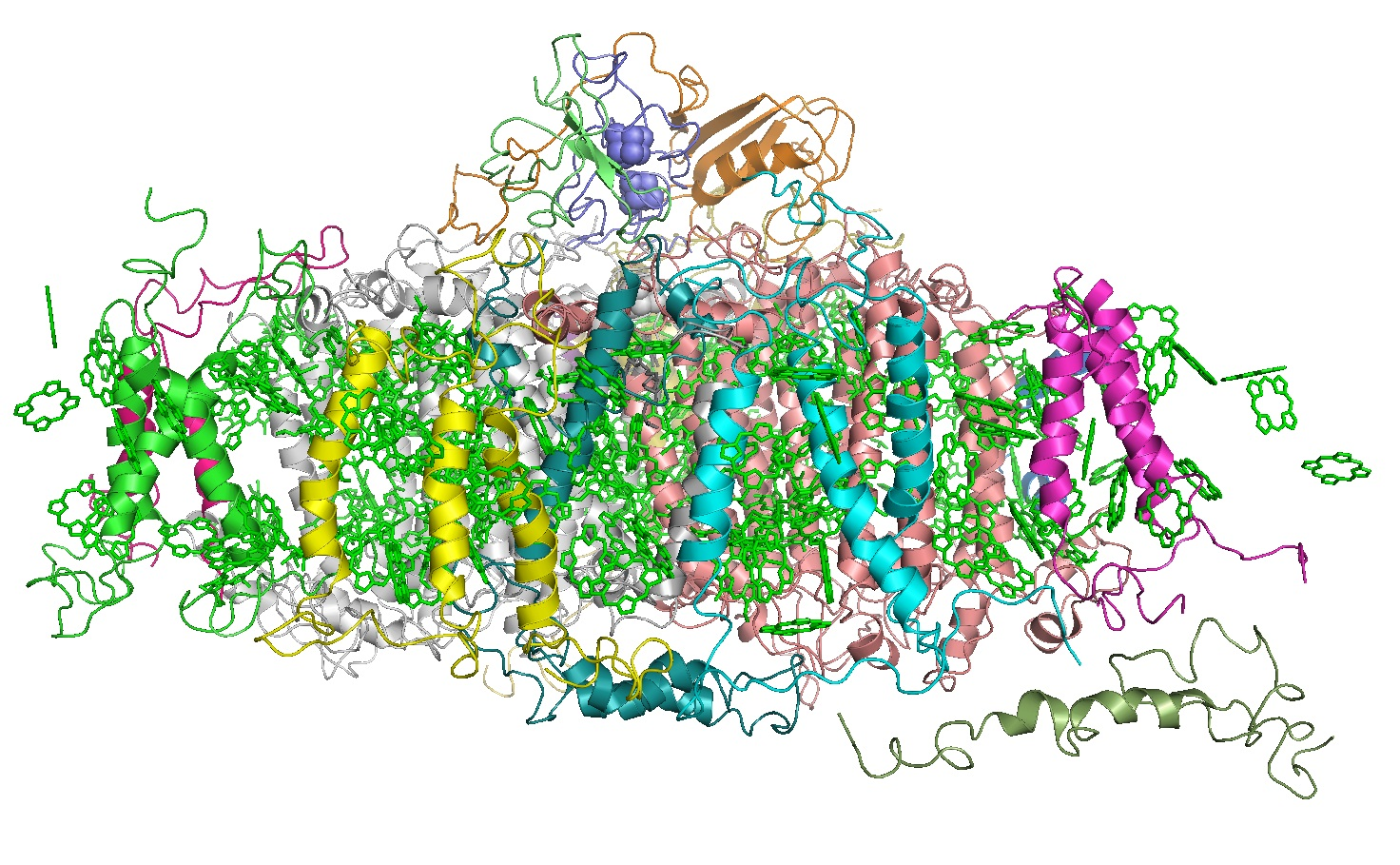
struktura Fotosystému I

Fotosystém I (ve zkratce PSI nebo také plastocyanin-ferredoxin oxidoreduktáza) je druhý fotosystém ve světelné fázi fotosyntézy řas, rostlin a některých bakterií. Jde o integrální membránový protein na thylakoidové membráně chloroplastu, který využívá světelnou energii k výrobě ATP a NADPH. Oproti fotosystému II obsahuje dlouhovlnějšší formu chlorofylu a s absorpcí světla do vlnové délky 700 nm, proto se označuje P700. Fotosystém I má přes 110 kofaktorů, což je více než fotosystém II.